# Intento de asesinato a Antonio Cubillo
El intento de asesinato de Antonio Cubillo fue un fallido asesinato selectivo del Estado español contra Antonio Cubillo, sucedido el 5 de abril de 1978 en Argel, Argelia. 
Se cree que su objetivo fue evitar que Cubillo compareciese ante las Naciones Unidas, para incluir a Canarias en la lista de territorio no autónomos. 

## Antecedentes
Antonio Cubillo era el fundador y máximo responsable del grupo separatista MPAIAC con ideología independentista canaria, financiada por el gobierno socialista de Argelia. A través del brazo armado de la organización (Fuerzas Armadas Guanches), ordenó la colocación de artefactos explosivos, en lo que él consideraba propaganda armada, ocasionando daños materiales, heridos y una víctima mortal, un miembro de la Policía Armada que trataba de desactivar uno de estos artefactos.
Cubillo apoyó su actividad independentista en la política a nivel internacional. Según Cubillo, su atentado tenía motivos políticos y se debió a su pretensión de participación en las reuniones previas a la Asamblea General de Las Naciones Unidas de 1978 junto al OUA. Su versión incluye un acuerdo secreto del MPAIAC con la OUA y su presidente William Eteki  para constituir una comisión para apoyar la descolonización de Canarias que estaría formada por Argelia, Libia, Senegal, Nigeria y Guinea. En el contexto de la guerra del Sahara Occidental, en la que Argelia apoyaba al Frente Polisario, Marruecos y Mauritania habrían negado su apoyo a la comisión. El Congreso de los Diputados, en sesión del 14 de febrero de 1978, calificó el acuerdo de la reunión de Trípoli como una "intervención injustificable en los asuntos internos de España". Además, Juan de Borbón había viajado previamente a Libia para conseguir que el coronel Gaddafi retirara el apoyo que Cubillo había obtenido del régimen de Trípoli.

## El atentado
Cubillo fue atacado mientras esperaba frente al ascensor en el portal de su domicilio argelino en la avenida de Pekín. Fue apuñalado dos veces, en la espalda y el abdomen. Salvó la vida gracias a la irrupción de un vecino en el momento en el que los atacantes se disponían a cortarle el cuello. Los agresores, que habían llegado a Argel esa misma mañana, lograron darse a la fuga. El gobierno de Houari Boumédiène mandó identificar, retener los pasaportes y detener a todos los españoles de la capital, lo que permitió a Cubillo reconocer a sus agresores. Sin embargo, se silenciaron las noticias sobre el ataque a su protegido durante varios días.
Cubillo, se encontraba en el hospital Mustafa de Argel, en el que dijo el 16 de abril para La Voz de Canarias Libre lo siguiente:

Hermanos de combate contra el colonialismo; me dirijo a Ustedes desde el lecho del hospital, donde me ha metido el cobarde y zarpazo colonialismo español. Mi mensaje es el de siempre: Solo la Lucha Armada Revolucionaria podrá liberar nuestra Patria del colonialismo. Hay que continuar el combate, aunque seamos muchos los que caigamos hay que continuar la lucha, para que Canarias sea al fin un País Libre, independiente, africano, para nosotros y para nuestros hijos. Compañeros todos:
¡Patria Guanche o Muerte!
¡Viva La Independencia!

## Víctima
Antonio Cubillo resultó herido de gravedad en espalda y abdomen. A consecuencia del ataque tuvo que usar muletas. En el año 2003, la Audiencia Nacional aprobó una indemnización de 150.203,03 € por la acción terrorista.

## Atacantes
Los autores materiales fueron los sicarios Juan Antonio Alfonso González y José Luis Cortés. El asesinato selectivo fue organizado por el espía del SECED José Luis Espinosa Pardo. Entre sus anteriores trabajos se encontraba la infiltración en el PCE(r) y en el FRAP, y un intento de infiltración en el MPAIAC mediante un acercamiento directamente a Cubillo. Alfonso y Cortés fueron apresados el mismo 5 de abril y condenados a muerte por Boumédiène. Fueron indultados en 1985, siete años más tarde.
También, en 1990 el espía alemán Werner Mauss fue acusado en Baja Sajonia de implicación en el intento de asesinato a Cubillo.

## Consecuencias
Cubillo, una vez que regresó a Madrid, culparía de la operación al ministro Martín Villa Tras el indulto de Alfonso y Cortés en 1985 declararon que habían trabajado para José Luis Espinosa, encontrándose éste en paradero desconocido. El 22 de octubre de 1988 Espinosa fue capturado y condenado a 20 años de cárcel por la Audiencia Nacional. La trama internacional del intento de asesinato a Cubillo llegó también a las autoridades y los servicios secretos de la Baja Sajonia por la participación del espía Werner Mauss.
En 2009 Juan Antonio Alfonso pidió perdón a Cubillo en un cara a cara para el documental dirigido por el sobrino de Cubillo.

## En la literatura
- En Canarias se ha puesto el Sol de Jordi Sierra i Fabra, relato de policiaco de ficción a partir de los atentados terrroristaa del MPAIAC.
- Espinosa Pardo. Historia de un confidente de Paco López Mengual. Biografía del espía español que organizó el atentado.[30]